# Commune de Paris (Révolution française)
Pour les articles homonymes, voir Commune de Paris (homonymie) et Commune (homonymie).
Ne doit pas être confondu avec Commune de Paris (1871).
1789–1795
(6 ans, 1 mois et 7 jours)
Entités suivantes :
- Anciens arrondissements de Paris

La Commune de Paris (1789-1795) est le gouvernement révolutionnaire établi à Paris à la suite de la prise de la Bastille le 14 juillet 1789. Reconnue par le roi Louis XVI le 17 juillet et dotée d'une force armée, la Garde nationale de Paris (La Fayette), la Commune est sous le contrôle des modérés pendant toute la période de la monarchie constitutionnelle. 
À partir du 10 août 1792, date de l'arrestation de Louis XVI, elle passe aux mains des révolutionnaires radicaux, notamment les hébertistes, est proclamée « commune insurrectionnelle » et soutient dès lors les points de vue des sans-culottes parisiens extrémistes (les Enragés). 
Sous la Première République, la Commune de Paris, notamment son procureur Pierre-Gaspard Chaumette, cherche à contrôler la Convention nationale élue en septembre 1792, obtenant son plus grand succès le 2 juin 1793, qui voit, sous la menace des canons de la Garde nationale (Hanriot), la chute des Girondins et l'avènement des Montagnards (Robespierre, Saint-Just). 
La crise politique qui commence, marquée par la Terreur, puis au début de 1794 par l'élimination des hébertistes et des dantonistes, aboutit le 27 juillet 1794 (9 thermidor an II) à la chute de Robespierre et à l'assaut militaire des gardes nationaux thermidoriens contre l'hôtel de ville de Paris, où Robespierre a trouvé refuge. La Commune vaincue, dont les dirigeants sont décapités en même temps que Robespierre et ses partisans, devient un satellite docile de la Convention thermidorienne. 
La constitution de l'an III (25 octobre 1795), qui établit le régime du Directoire, met fin au gouvernement révolutionnaire de Paris.

## Origines (25 juin-17 juillet 1789)
Le 25 juin 1789, douze délégués mandatés par les électeurs des trois ordres de la ville obtiennent de la municipalité en place une salle de réunion. Une motion de Nicolas de Bonneville proposant de créer une garde bourgeoise et de se constituer en Commune reçoit de premiers appuis, dont celui de Jean-Baptiste Dumangin. Dans son procès-verbal du 11 juillet, l'assemblée prend pour la première fois officiellement le titre d'« Assemblée générale des électeurs de la Commune de Paris »,,.
Le 13 juillet, les électeurs composent un comité permanent, qui décide de créer une milice parisienne de 48 000 citoyens ; après le 14 juillet 1789, à la suite de la prise de la Bastille et de la mort du prévôt des marchands Jacques de Flesselles, dont la tête est portée en triomphe au bout d'une pique avec celle du gouverneur de la forteresse, le comité prend le nom de « Commune de Paris » et désigne pour maire Jean Sylvain Bailly,. Celui-ci était un ami d'Armand Camus, de Le Chapelier et de Guillotin, avec lesquels il avait contribué à rédiger le cahier de doléances du tiers état de Paris demandant la démolition de la Bastille, avant d'être élu avec eux député aux états généraux.
Le 17 juillet, vingt-cinq électeurs reçoivent Louis XVI à la nouvelle barrière de la Conférence. Ils accompagnent le roi du Point-du-Jour à l'hôtel de ville de Paris, où il est accueilli par le maire.

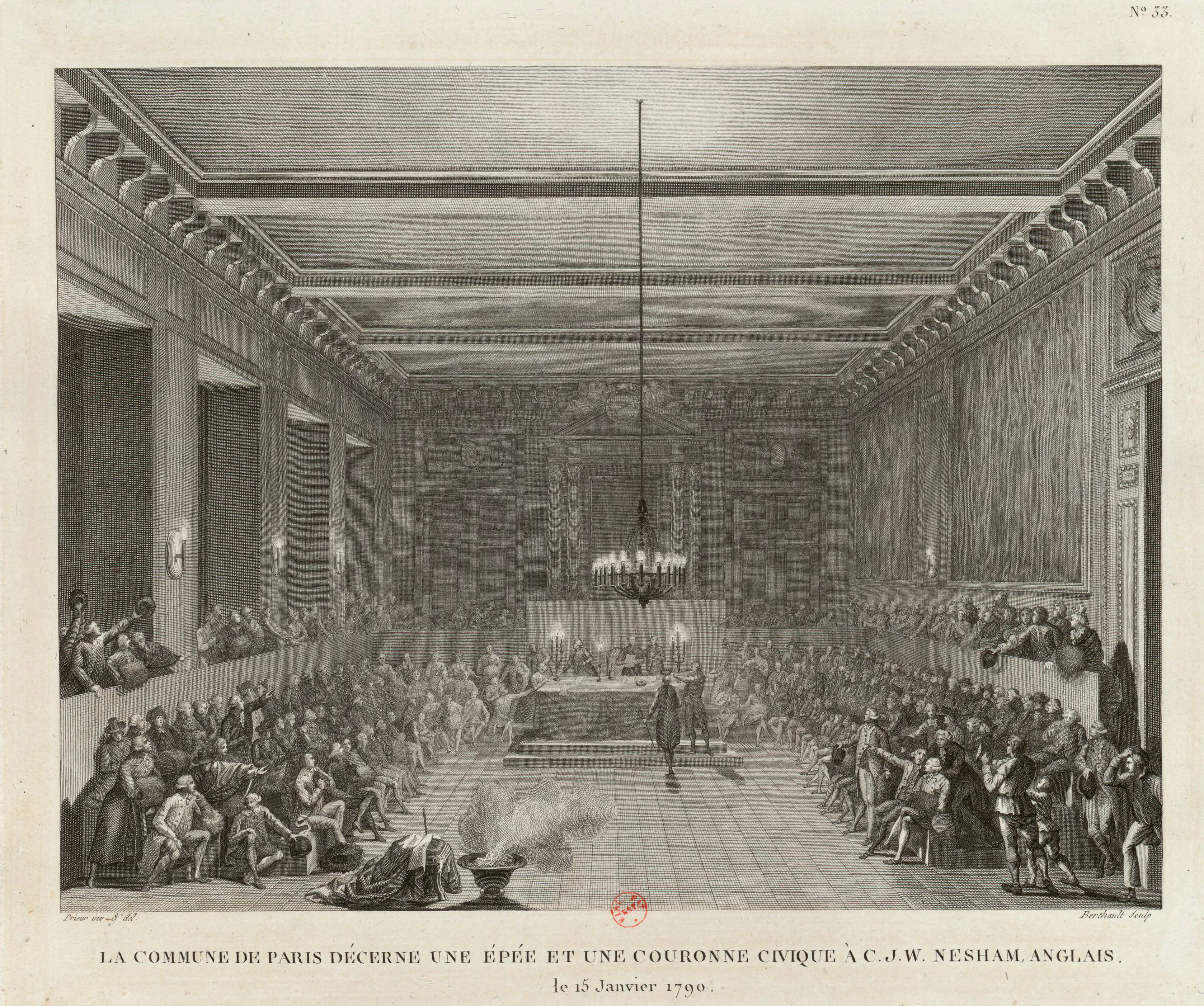
La Commune de Paris décernant une épée et une couronne civique, le 15 janvier 1790.
Estampe de Pierre-Gabriel Berthault et Jean Duplessis-Bertaux, Tableaux historiques de la Révolution française, Paris, BnF, département des estampes, 1802.

## La Commune durant la période de la monarchie constitutionnelle (17 juillet 1789-10 août 1792)
Le 20 juillet, chaque district de Paris élit deux représentants, formant une assemblée municipale de 120 élus. Cette assemblée est alors à l'image des députés du tiers état, majoritairement formée de bourgeois aisés, de juristes, de marchands et de négociants, de médecins, avec aussi quelques artisans et nobles. Du 25 juillet au 8 octobre 1789, se constitue une Assemblée générale des représentants de la Commune provisoire et le 8 octobre 1789, une Assemblée générale des représentants de la Commune définitive.
Par la loi du 21 mai 1790, le gouvernement révolutionnaire devient un organisme régulier, le Comité général de la Commune de Paris, dont les membres sont élus par les citoyens actifs dans les 48 sections révolutionnaires de la ville. Ce comité a à sa tête un corps municipal dont le maire et seize administrateurs assurent la direction, tandis qu'un procureur-syndic et ses substituts ont en charge les intérêts des administrés.
Après la fusillade du Champ-de-Mars du 17 juillet 1791, la popularité de Bailly tombe au plus bas. Il démissionne en novembre, et part en province (il sera arrêté en juillet 1793, condamné à mort par le Tribunal révolutionnaire et exécuté). 
Il est remplacé par Jérôme Pétion (16 novembre 1791), suspendu du 6 au 13 juillet 1792 ; la Commune de Paris a alors pour maires deux intérimaires successifs : Philibert Borie et Boucher-René, puis Chambon et Jean-Nicolas Pache.

## La Commune insurrectionnelle (10 août 1792-27 juillet 1794/9 thermidor an II)

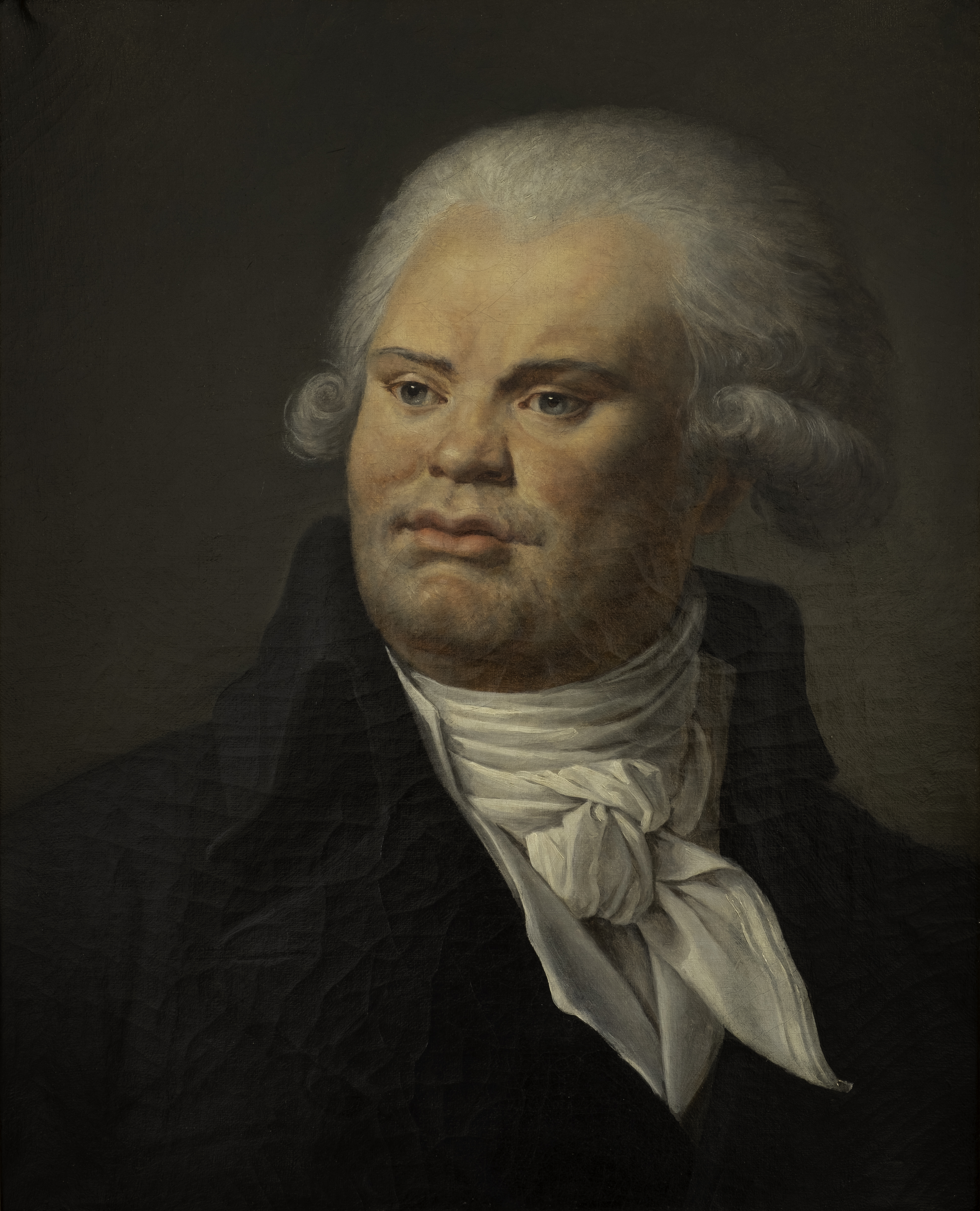
Portrait de Danton par Constance-Marie Charpentier, musée Carnavalet, 1792.

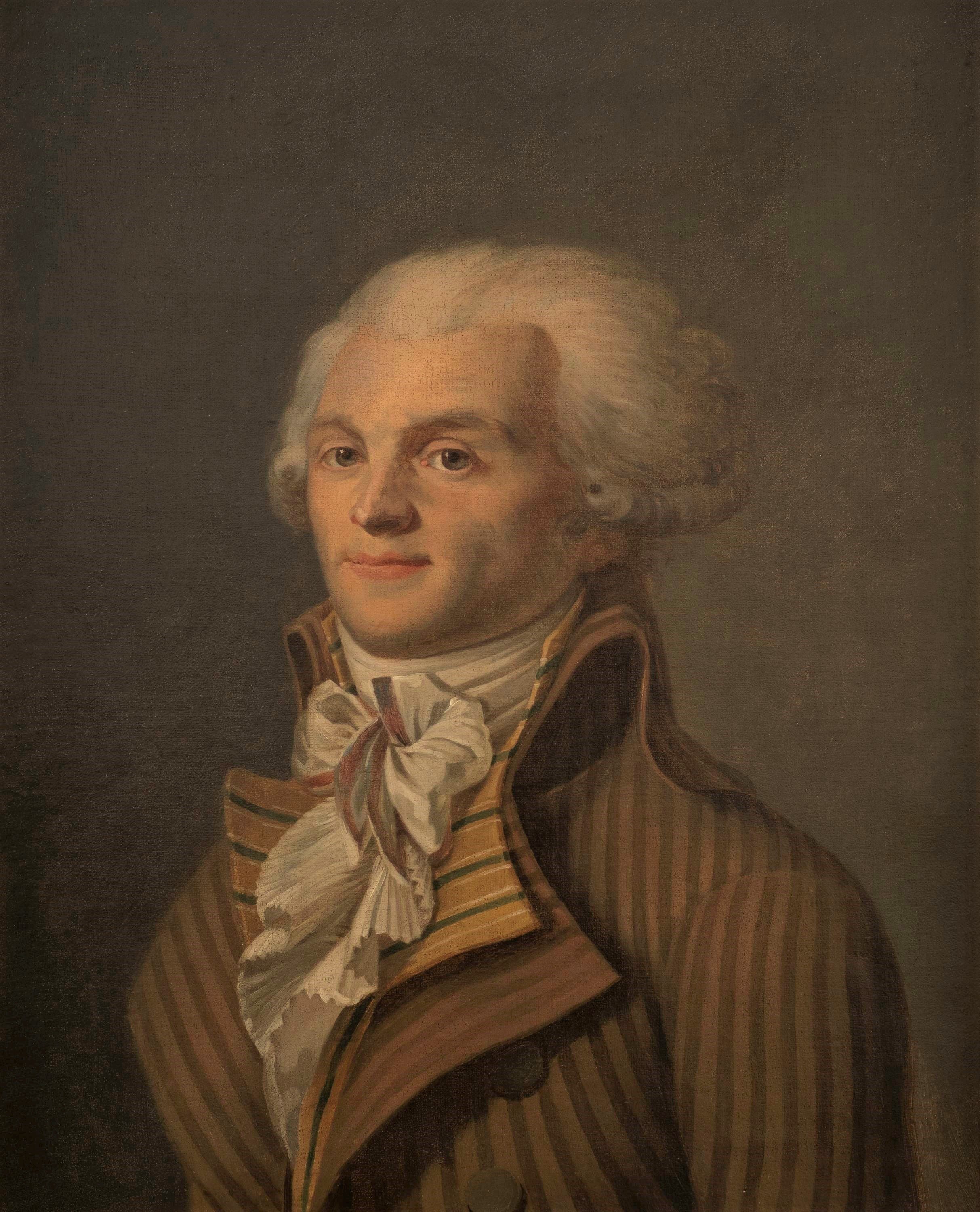
Le nouveau conseil général de la Commune (288 membres) se réunit en permanence comme une assemblée nationale. Robespierre y siège.

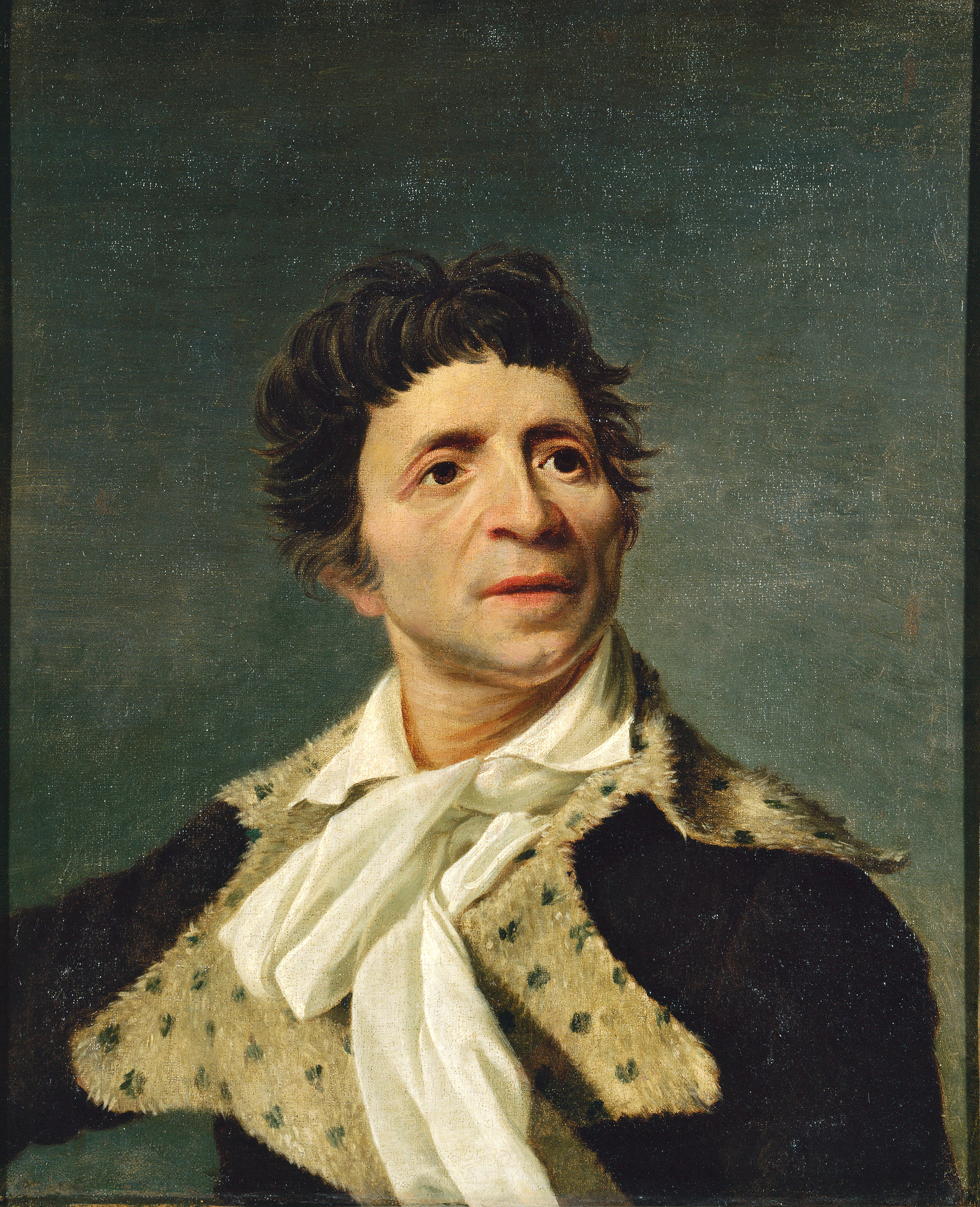
Le comité de surveillance de la Commune est chargé de la police politique et de la coordination des comités de surveillance des sections. Dix membres y siègent, dont Marat.

Dans la nuit du 9 août au 10 août 1792, sous la menace du danger extérieur (le manifeste de Brunswick vient d’être publié) et la crainte d'une trahison de Louis XVI, 28 des 48 sections, les plus révolutionnaires, désignent avec la participation des citoyens passifs 82 commissaires à pouvoirs illimités ; ils forment une Commune insurrectionnelle qui se substitue à la Commune légale et organise l'assaut contre les Tuileries. Mandat, le commandant de la garde nationale de Paris, est assassiné et remplacé par Santerre.

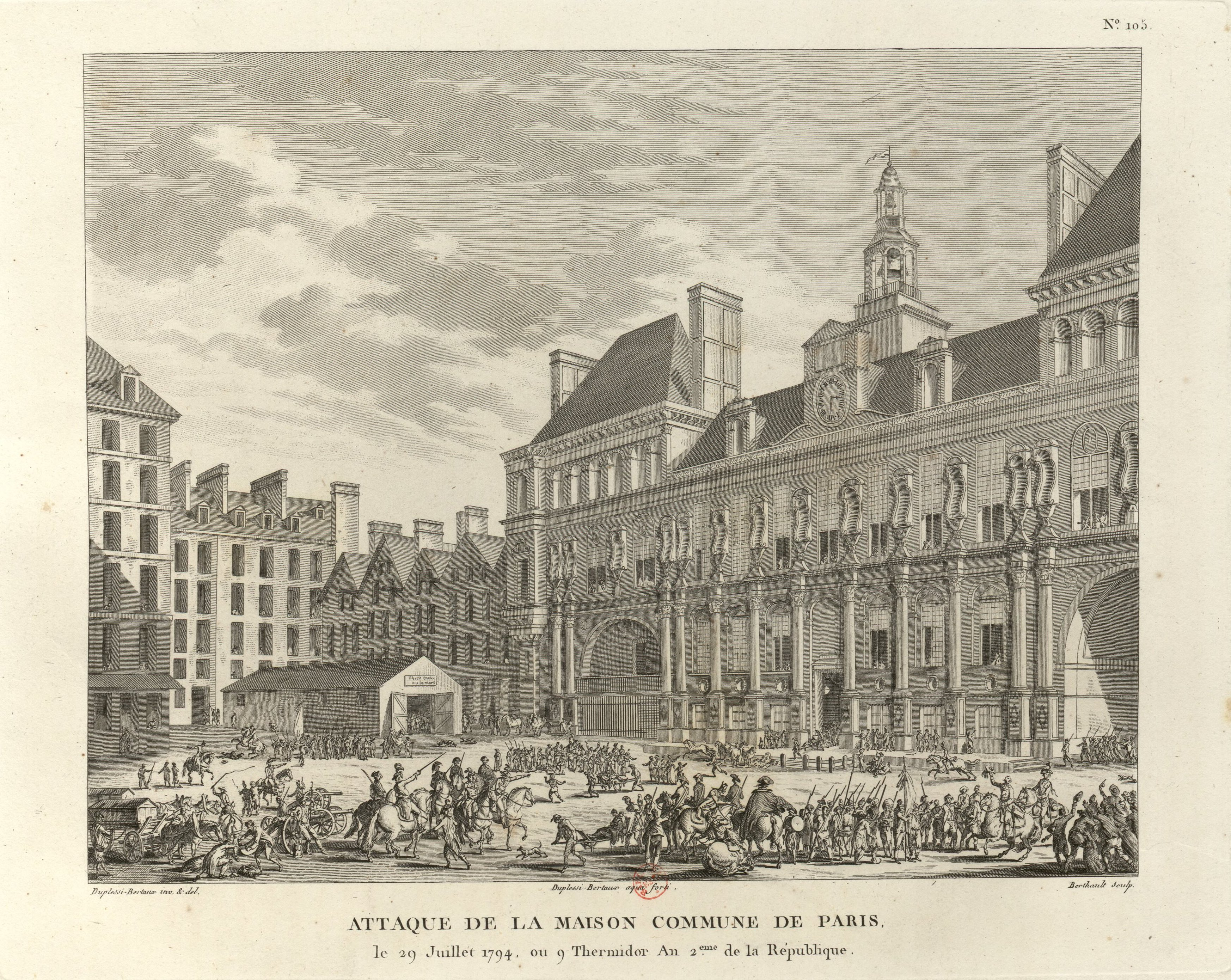
Les troupes de la Convention nationale attaquent le siège de la Commune, le 9 thermidor an II.
Estampe de Pierre-Gabriel Berthault et Jean Duplessis-Bertaux, Tableaux historiques de la Révolution française, Paris, BnF, département des estampes, 1804.

La Commune insurrectionnelle élit comme premier président Huguenin. Par la suite, elle sera dirigée par Jérôme Pétion, Pierre Louis Manuel en tant que procureur-syndic, et son substitut Danton.
Le 10 août et les jours suivants, les sections qui n’avaient pas élu de commissaires rejoignent les 28 premières. Le 11, celle de la place Vendôme, qui se rebaptise section des Piques, élit Robespierre comme représentant. Après l'exclusion des Girondins (à l'exception de Pétion), la Commune comprend 288 membres. 52 commissaires désignés avec la participation des citoyens forment son Conseil général. Le 21 août, celui-ci obtient que le département de Paris soit dissous : ainsi, la Commune prend sa place, cumulant les pouvoirs communal et départemental.
Elle fait pression sur l’Assemblée législative finissante pour accélérer les procès des coupables du massacre du 10 août. Elle impose le transfert de la famille royale au Temple, effectué le 13 août, et finit par obtenir le 17 août la création d’un tribunal extraordinaire élu par les sections. L’Assemblée décide de frapper en décrétant le renouvellement du Conseil général de la Commune ; mais celui-ci refuse, et fait annuler le décret. L’Assemblée se contente de faire élire six représentants par chaque section pour compléter le Conseil. La Commune prépare les élections à la Convention en rayant des listes électorales parisiennes les noms des électeurs royalistes.
Le 2 septembre, elle décrète de faire tirer le canon d’alarme, sonner le tocsin et battre la générale : c’est le début des massacres de Septembre. Elle envoie des représentants inspecter les prisons, tenter de modérer les massacres, mais globalement son action est peu décisive. Le 14 février 1793, Pache est nommé maire, Chaumette procureur-syndic et Hébert substitut.
La Commune insurrectionnelle de Paris, organisée en 48 sections qui chacune possède une force armée, appuyée par les sans-culottes, après avoir entraîné la chute de la royauté lors de la journée du 10 août, pèse sur le cours de la Révolution, pressant la Convention d'adopter ses motions et prônant le droit à l'insurrection, l'intervention directe du peuple et la prépondérance de Paris.
Elle réclame la (re)création du Tribunal révolutionnaire, destiné à juger les suspects, et obtient satisfaction le 20 ventôse an I (10 mars 1793). Elle impose la proscription des Girondins (12 prairial an I (31 mai 1793) et 14 prairial an I (2 juin 1793)), la loi du maximum général (votée le 8 vendémiaire an II (29 septembre 1793)), l'institution de la Terreur (le 19 fructidor an I (5 septembre 1793)), les mesures de déchristianisation. Elle joue à partir de 1793 un rôle essentiel dans les guerres révolutionnaires, la répression de la guerre de Vendée ou des insurrections fédéralistes, en levant et équipant une grande partie des effectifs des armées révolutionnaires. Aussi les ministres de la guerre de la période, Pache ou Bouchotte, sont-ils des proches de la Commune.
Titulaire des pouvoirs de police, la Commune nomme les policiers de Paris chargés d'incarcérer en masse les suspects. Elle impose le 19 fructidor an I (5 septembre 1793) à la Convention que le Comité de salut public, auquel participent Robespierre, Saint-Just et Couthon, intègre deux députés, Collot d'Herbois et Billaud-Varenne, issus de ses rangs.
La Commune insurrectionnelle de Paris perd son influence après l'élimination des Hébertistes (4 germinal an II (24 mars 1794)), dans le cadre d'une reprise en main du pouvoir par le comité de Salut public et la Convention.
Le 9 thermidor, la Commune tente de s'opposer au renversement de Robespierre, mais ne réussit plus à mobiliser les sections en masse comme auparavant, le peuple se sentant abandonné par ses représentants. Il lui manque également un chef militaire pour contrer efficacement la Convention qui déclare ses membres hors la loi. Le maire Fleuriot-Lescot et 82 membres du Conseil général sont guillotinés. Le dernier maire de la Commune insurrectionnelle est Jean-Baptiste Fleuriot-Lescot, qui garde sa fonction jusqu'au 9 thermidor an II (27 juillet 1794).

## La Commune sous la réaction thermidorienne
Sous la Convention thermidorienne, la Commune de Paris fut remplacée par deux commissaires. Les sections sont regroupées par quatre, avec un seul comité révolutionnaire à leur tête (origine des douze arrondissements de Paris qui durent jusqu’en 1860). La Constitution de l'an III (1795) instaura en la commune de Paris douze municipalités (arrondissements), coordonnées par un bureau central, afin d'empêcher une nouvelle prise de pouvoir populaire et de stabiliser la République.

### Sources primaires
- Procès-verbal des séances et délibérations de l'Assemblée générale des électeurs de Paris (rédigé par Bailly et Duveyrier), Paris, Baudouin imprimeur, 1790 (lire en ligne).
- Procès-verbaux de la commune de Paris, 10 août 1792-1er juin 1793, extraits en partie inédits publiés d'après un manuscrit des archives nationales par Maurice Tourneux, Paris, Société de l'histoire de la Révolution française, 1894, [lire en ligne].
- Actes de la Commune de Paris pendant la Révolution, publiés et annotés par Sigismond Lacroix, Paris, L. Cerf, Collection de documents relatifs à l'histoire de Paris pendant la Révolution française publiée sous le patronage du Conseil municipal, 1894-1909 ;
  - 1re série (du 25 juillet 1789 au 8 octobre 1790) :
    - Tome I. Première Assemblée des Représentants de la Commune - Conseil de Ville - Bureau de Ville. 25 juillet - 18 septembre 1789, 1894, [lire en ligne] ;
    - Tome II. Deuxième Assemblée des Représentants de la Commune - Conseil de Ville - Bureau de Ville (suite). 19 septembre - 19 novembre 1789, 1895, [lire en ligne] ;
    - Tome III. Deuxième Assemblée des Représentants de la Commune - Conseil de Ville - Bureau de Ville (suite). 20 novembre 1789 - 4 février 1790, 1895, [lire en ligne] ;
    - Tome IV. Deuxième Assemblée des Représentants de la Commune - Conseil de Ville - Bureau de Ville (suite). 5 février - 14 avril 1790, 1896, [lire en ligne] ;
    - Tome V. Deuxième Assemblée des Représentants de la Commune - Conseil de Ville - Bureau de Ville (suite). 15 avril - 8 juin 1790, 1897, [lire en ligne] ;
    - Tome VI. Deuxième Assemblée des Représentants de la Commune - Conseil de Ville - Bureau de Ville (suite). 9 juin - 20 août 1790, 1897, [lire en ligne] ;
    - Tome VII. Deuxième Assemblée des Représentants de la Commune - Conseil de Ville - Bureau de Ville (suite). 21 août - 8 octobre 1790, 1898, [lire en ligne] ;
    - Index alphabétique et analytique, 1899, [lire en ligne].

  - 2e série (du 9 octobre 1790 au 10 août 1792) :
    - 2e série. Tome I. Conseil général de la Commune - Corps municipal - Bureau municipal. 9 octobre - 31 décembre 1790, 1900, [lire en ligne] ;
    - 2e série. Tome II. Conseil général de la Commune - Corps municipal - Bureau municipal (suite). 1er janvier - 28 février 1791, 1902, [lire en ligne] ;
    - 2e série. Tome III. Conseil général de la Commune - Corps municipal - Bureau municipal (suite). 1er mars - 25 avril 1791, 1903, [lire en ligne] ;
    - 2e série. Tome IV. Conseil général de la Commune - Corps municipal - Bureau municipal (suite). 26 avril - 20 juin 1791, 1905, [lire en ligne] ;
    - 2e série. Tome V. Conseil général de la Commune - Corps municipal - Bureau municipal (suite). 21 juin - 31 juillet 1791, 1907, [lire en ligne] ;
    - 2e série. Tome V. Conseil général de la Commune - Corps municipal - Bureau municipal (suite). 21 juin - 31 juillet 1791, 1907, [lire en ligne] ;
    - 2e série. Tome VI. Conseil général de la Commune - Corps municipal - Bureau municipal (suite). 1er août - 5 octobre 1791, 1908, [lire en ligne] ;
    - 2e série. Tome VII. Conseil général de la Commune - Corps municipal - Bureau municipal (suite). 6 octobre - 10 novembre 1791, 1909, [lire en ligne].